# Lifting Me (sang)
Lifting Me er en sang af det keltiske folkrockband The Corrs. Den udkom som i forbindelse med et reklamefremstød fra Pepsi og aldrig været tilgængelig via normale udgivelser. Den var ikke fra et album men den har dog været et bonustrack på den australske udgave af Best of The Corrs.

## Spor
1. "Lifting Me"
2. "Lifting Me" (K-Klass mix)
3. Interaktiv CD-ROM Interview

## Personel

### The Corrs
- Andrea Corr: forsanger og tinwhistle
- Caroline Corr: trommer, bodhrán og baggrundsvokal
- Sharon Corr: violin og baggrundsvokal
- Jim Corr: guitar og baggrundsvokal

### Yderligere musikere
- James Hallawell
- Calum McColl
- Boo Hewerdine